# Stephen Furst
Stephen Furst (nascido Stephen Nelson Feuerstein; Norfolk, 8 de maio de 1954 – Moorpark, 16 de junho de 2017) foi um ator e diretor norte-americano. Conhecido pelo personagem Vir Cotto na série de televisão Babylon 5 e pelos papéis em National Lampoon's Animal House e em The Dream Team.

## Carreira

### Ator
Stephen nasceu em 1955, em Norfolk, na Virgínia. Órfão ainda na adolescência, teve vários empregos antes da carreira artística durante a década de 1970, como entregador de pizza. Foi depois de Matty Simmons ver sua foto que ele ganhou seu primeiro papel, como Flounder em National Lampoon's Animal House (1978). Stephen retornaria ao papel em 1979, no spin-off do filme, Delta House.
Em 1980, interpretou Harold, no filme clássico Midnight Madness, com Michael J. Fox e Junior, no filme de terror The Unseen. Foi coadjuvante no filme da ABC, The Day After. Em 1989, interpretou Albert Ianuzzi no filme The Dream Team. Fez uma participação na série CHiPs, junto de Erik Estrada, Tom Reilly. Foi ator fixo da série de 1992 The Amazing Live Sea Monkeys.
Seu papel de destaque na televisão veio com a série de ficção científica Babylon 5 (1994–1998), onde interpretava o então assistente do embaixador Londo Mollari, depois tornando-se embaixador e em seguida imperador. Stephen se inspirou no corte de cabelo do ditador norte-coreano Kim Jong Un para adotar o cabelo de Vir na série.
Em 1995, ele fez a voz do personagem Fanboy no desenho animado Freakazoid!. No hiato das gravações de Babylon 5, ainda 1995, estrelou a série Misery Loves Company. Em 1997, interpretou Derby Ferris em Little Bigfoot 2: The Journey Home. Em Jungle Cubs,, fez a voz do coronel Hathi, na segunda temporada e a voz de Booster, na série do ano 2000 Buzz Lightyear of Star Command. Em  The Little Mermaid II: Return to the Sea, ele fez a voz do leão marinho Dash.

### Produtor e diretor
Stephen produziu My Sister's Keeper, de 2009, baseado no livro de Jodi Picoult e estrelado por Cameron Diaz e Alec Baldwin. Produziu diversos filmes em sua empresa, a Curmudgeon Films. Atomic Shark estreou em 2016 no canal Syfy durante a Semana Sharknado. Christmas in Homestead, outro filme para a televisão, estreou no Hallmark Channel durante o feriado de Natal do mesmo ano. Cold Moon, baseado no livro de Michael McDowell, estreou em 2017 e ganhou o prêmio de melhor filme de terror no Festival Internacional de Laughlin.

### Críticas à Academia de Artes e Ciências Cinematográficas
Stephen escreveu uma carta, publicada depois pela revista Variety criticando o comportamento dos membros da academia por seus comportamentos racistas e de resistência à diversidade, sugerindo que a academia foi machista e desrespeitosa ao responder ao movimento #OscarsSoWhite. Ele também apontou que a maioria dos membros da academia provavelmente não assiste aos filmes indicados e que a Academia deveria se certificar que aqueles que votaram nas obras de fato as assistam.

## Obesidade, diabetes e ativismo
Escalado para papéis por ser gordo, Stephen dizia que o bom humor o ajudava a lidar com as inseguranças relacionadas ao peso.
| “ | Quando você é uma criança gorda, você tenta fazer piadas de gordos antes que façam piadas sobre você. | ” |

Seus pais morreram muito jovens, aos 47 anos, devido à complicações causadas pelo diabetes. Com apenas 17 anos e semanas após a morte de seu pai, seu médico lhe contou que ele também tinha diabetes. Após perder o controle sobre a diabetes tipo 2, Stephen chegou aos 145 quilos, com apenas 40 anos. Ao machucar o pé com um caco de vidro, seu pé infeccionou, em grande parte devido à diabetes, o que quase provocou a amputação do membro. Quando percebeu que a diabetes era uma condição potencialmente fatal e que era obrigado a conviver com ela, Stephen entrou em uma severa dieta e reduziu o peso para apenas 75 quilos, podendo assim parar de tomar insulina. Mas parte do dano já tinha sido feito. Stephen desenvolveu uma doença renal e precisou começar a fazer diálise.
Em 2007, Stephen produzia uma peça de teatro em Cincinnati e já vivia sob diálise havia dois anos. Um doador anônimo soube da luta do ator e se voluntariou para doar um rim a ele. Surpreendentemente, o rim era compatível e Stephen nunca soube a identidade do doador anônimo. Desde 2006, ele participava de um programa de rádio, chamado Kidney Talk, com Lori Hartwell, onde falavam sobre problemas renais.
Stephen se tornou porta-voz da Associação Americana de Diabetes e autor do livro "Confessions of a Couch Potato", onde dividiu receitas e dicas para outras pessoas com diabetes para que pudessem levar uma vida sem tanta dependência da insulina.
| “ | Eu achava que era mais forte do que a diabetes, mas na verdade, eu a deixei me controlar. Agora, decidi retomar o controle da minha vida. | ” |

## Morte
Em 16 de junho de 2017, Stephen Furst morreu devido às complicações causadas pela diabetes em sua casa, em Moorpark, California, aos 63 anos. Sua esposa, Lorraine Wright, era advogada da área de entretenimento e faleceu no começo de 2017. O casal teve dois filhos, Nathan Furst (nascido em 1978), compositor para cinema e TV e Griff Furst (nascido em 1981), ator, diretor e músico.
| “ | Para realmente homenageá-lo, não vamos chorar a morte de Stephen Furst. Ao contrário, vamos celebrar as memórias de todas a vezes em que ele nos divertiu, nos fez rir ou foi irônico. Ele firmemente acreditava que o riso era a melhor terapia e gostaria que nós praticássemos agora. | ” |

## Filmografia selecionada
- American Raspberry (1977)
- The Bastard (1978)
- National Lampoon's Animal House (1978)
- Take Down (1979)
- Swim Team (1979)
- Scavenger Hunt (1979)
- Midnight Madness (1980)
- The Unseen (1980)
- Silent Rage (1982)
- National Lampoon's Class Reunion (1982)
- The Day After (1983)
- Corrida na Correnteza (1984)
- Off Sides (Pigs vs. Freaks) (1984)
- The Dream Team (1989)
- Magic Kid (1993)
- Magic Kid 2 (1994)
- Howie Mandel's Sunny Skies (1995)
- Everything's Jake (2000)
- The Little Mermaid II: Return to the Sea (2000)
- Sorority Boys (2002)